# Абдураманов Узеїр Абдураманович
Узеї́р Абдурама́нович Абдурама́нов (крим. Üzeir Abduraman oğlu Abduramanov; 25.03.1916, с. Кашик-Деґірмен, Таврійська губернія, Російська імперія — 1992, м. Навої, Узбекистан) — учасник радянсько-німецької війни 1941—1945, командир саперного відділення, старшина Червоної Армії. Герой Радянського Союзу (15.01.1944).

## Біографія
- 1916, 25 березня — народився у селі Кашик-Деґірмен (нині — Новоандріївка Сімферопольського району Криму), кримський татарин.
- 1933—1939 — працював кулінаром, заступником голови візничо-транспортної артілі у Сімферополі.
- 1939 — призваний на строкову військову службу до Червоної Армії.
- 1941—1945 — учасник радянсько-німецької війни.
- 1944, 15 січня — удостоєний звання Герой Радянського Союзу (із врученням ордену Леніна) за героїзм, проявлений під час наведення переправ через річки Сож та Десна[1]; на момент представлення — командир відділення 321-го окремого інженерного батальйону 65-ї армії, старшина Червоної Армії.
- 1945 — демобілізований та, як представник кримськотатарського народу, позбавлений права повернутися на батьківщину, натомість — засланий до Узбекистану, де провів решту життя.
- 1985, 6 квітня — нагороджений орденом Вітчизняної війни І ступеня.
- 1992 — помер, похований у місті Навої.